# Bengt Saltin
Bengt Saltin (født 3. juni 1935 i Stockholm, død 12. september 2014 smst.) var en svensk professor og dopingekspert.
Han var professor og leder af Center for Muskelforskning på Rigshospitalet i København, og var medlem af Det Internationale Skiforbunds medicinske komité siden 2000. Han var leder for komitéen 2002–2006.